# وكالة الصحة الإقليمية
الوكالة الإقليمية للصحة (بالفرنسية: Agence régionale de santé ) هي هيئة عامة إدارية للدولة الفرنسية مسؤولة عن تنفيذ السياسة الصحية في منطقتها. أنشئت الوكالات الصحية الإقليمية في 1 أبريل 2010، وهي تخضع للعنوان الثالث من الكتاب الرابع من الجزء الأول من قانون الصحة العامة (بالفرنسية: code de la santé publique).